# 万胜镇
万胜镇，是中华人民共和国四川省眉山市东坡区下辖的一个乡镇级行政单位。2019年12月，将秦家镇新四村、大同村、新星村所属行政区域划归万胜镇管辖。

## 行政区划
万胜镇下辖以下地区：
万胜社区、万光村、众家村、建新村、艾光村、万利村、天乐村、万新村、祝山村、天池村、共同村、繁荣村和龙池村。